# Художник (журнал)
«Художник» (укр. Мистець) - відоме періодичне видання, що почали друкувати з 1958 року в СРСР. Після зникнення держави СРСР, видання належить Всеросійському творчому об'єднанню «Товариство художників Росії» (рос. Союз художников России).

## Історія видання
За часів СРСР періодичне видання, що друкували щомісяця, було одним з небагатьох мистецьких видань, що намагалось в межах утисків радянської цензури висвітлювати проблеми історії мистецтва та його сьогодення. Переважали статті прокомуністичного спрямування та комуністичної пропаганди з рекламою штучного стилю радянської доби — соціалістичний реалізм.

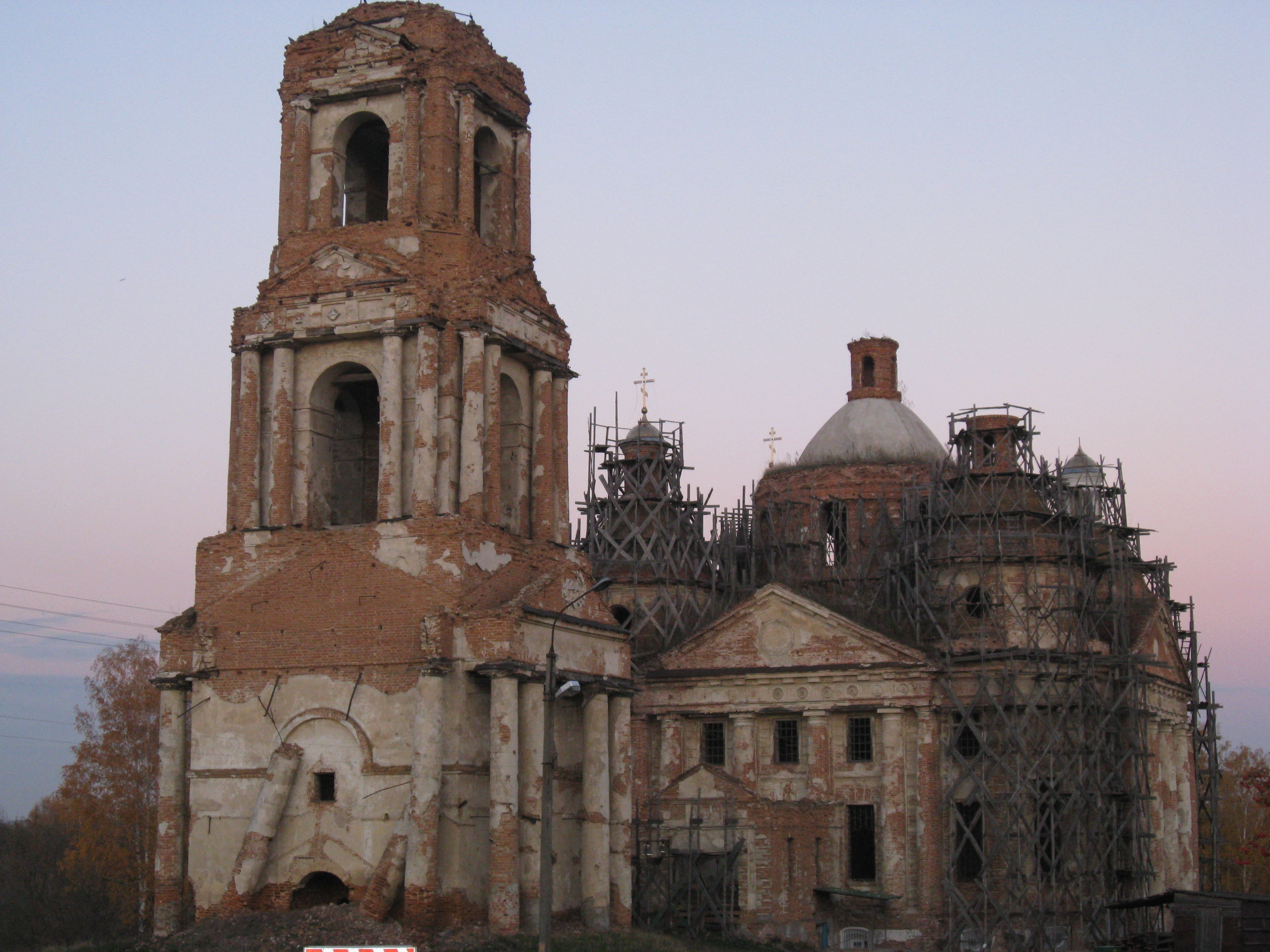
Церква Різдва Богородиці (Юнаківка), Сумська обл, один з найкращих зразків класицизму, стан на 2009 р.

У СРСР погано ставились до більшої частини зарубіжних художників і діячів мистецтва. Для образотворчого мистецтва була відведена лише одна офіційно дозволена ділянка — державний музей.
Не вітались —
- статті про приватні музеї світу,
- статті про колекціонерів мистецтва,
- про проблеми колекціонування на Заході та в СРСР взагалі,
- статті про болючі проблеми музеїв, що опинилися після перевороту 1917 р. на території СРСР.

Держава значно завинила перед мистецтвом через скандально відомий продаж творів мистецтва з найкращих музеів Росії, України тощо.
Практично не розроблялись проблеми сакрального мистецтва, а на друк статей про церковні споруди була введена обмежуюча квота. До так званої Перебудови продовжувалась державна лінія руйнації церковних споруд, навіть якщо ті були вартісними пам'ятками мистецтва чи шедеврами окремої історичної доби.
Сумною була й практика спалення сучасних зразків живопису через брак приміщень у музейних сховищах. Аби врятувати свої картини від знищення, художник Корін Павло Дмитрович  викупав свої картини навіть зі сховищ Третьяковської галереї.

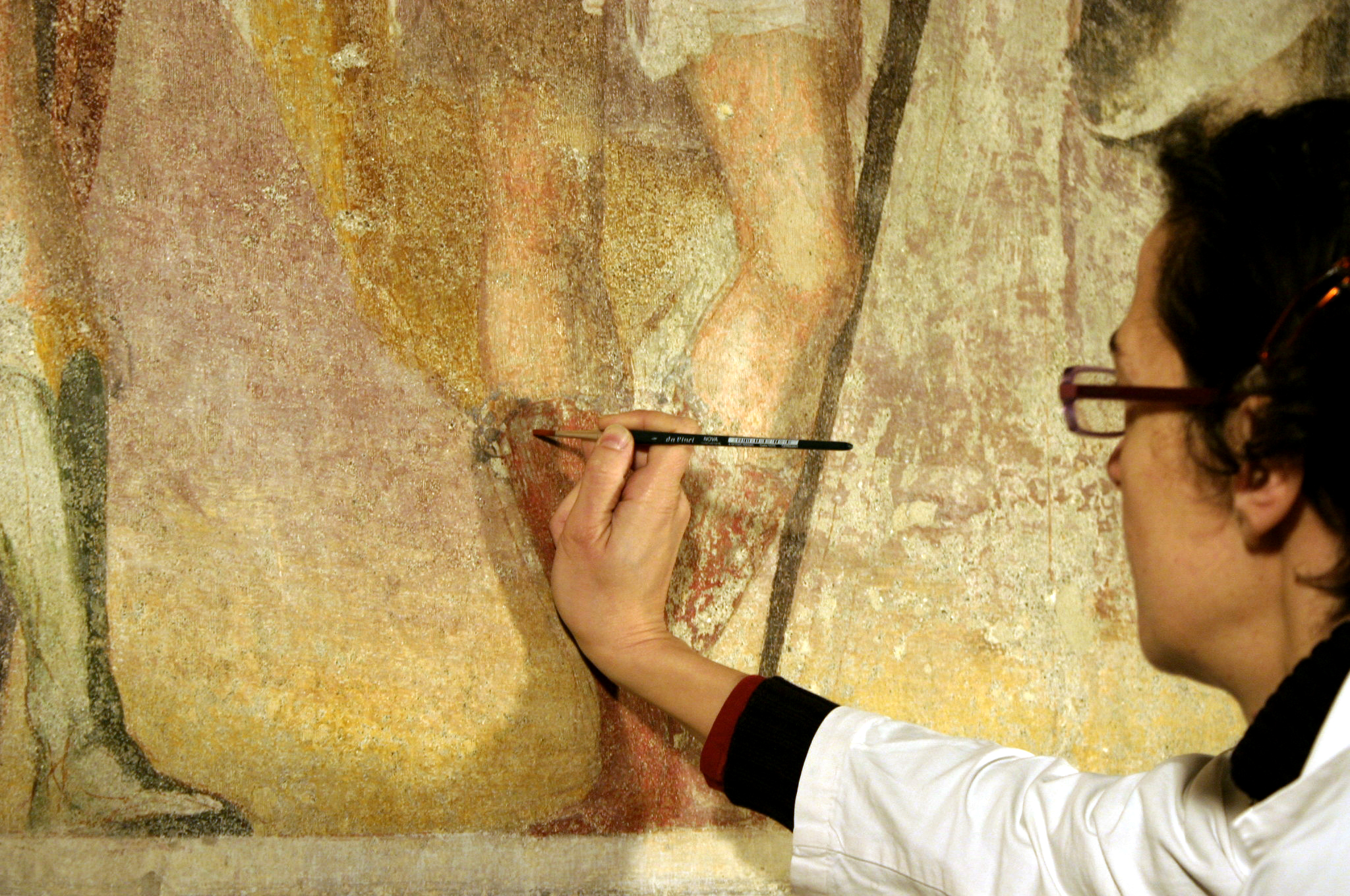
Реставрація стінописів минулого
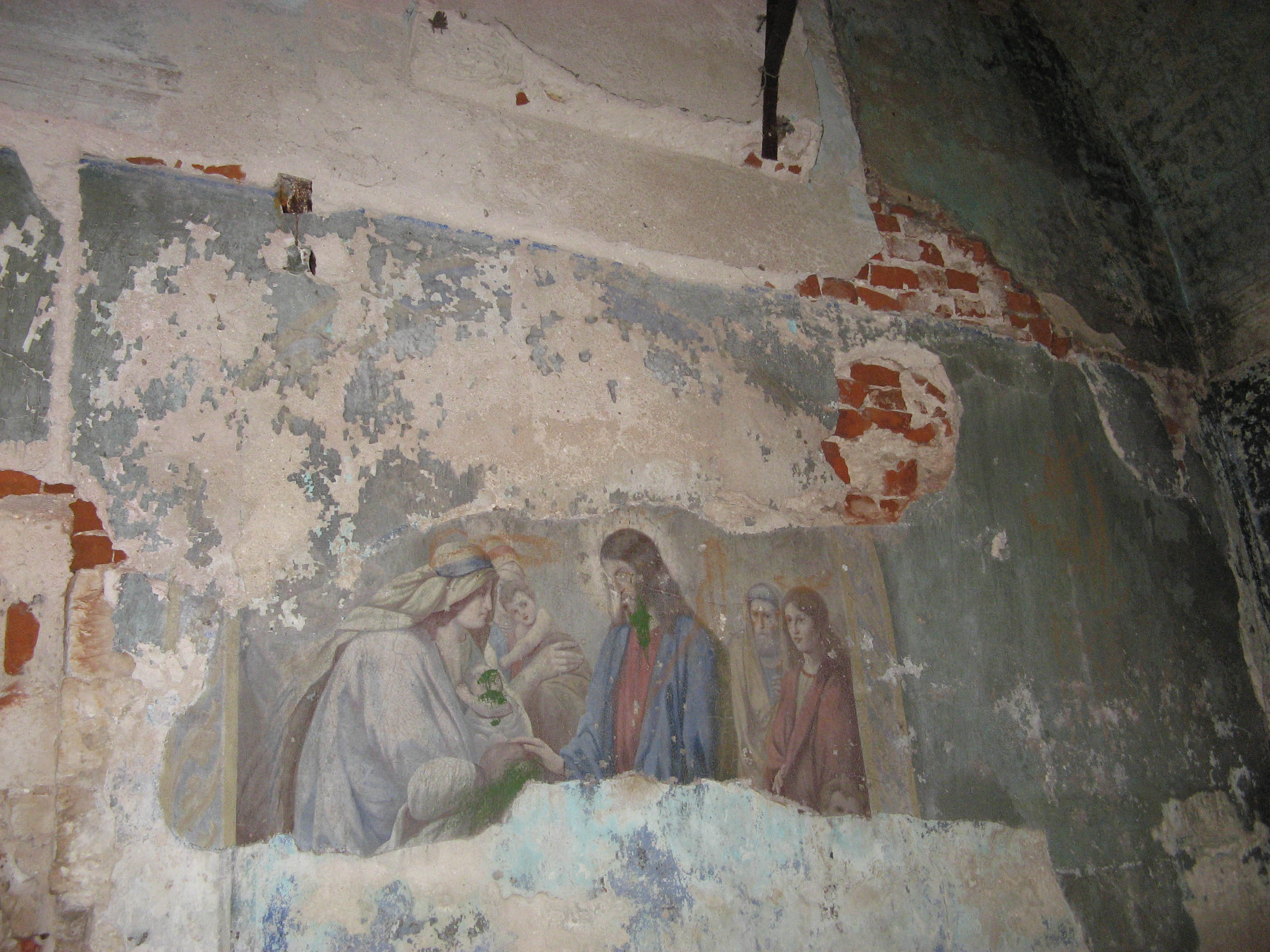
Стариця, поруйновані фрески церкви

## Початок змін
Він розпочався у 1980-ті рр. в період занепаду держави СРСР та її каральних функцій. Видання змогло розпочати друк статей про проблеми сучасного на той час мистецтва та митців минулого.
Розпочато друкування статей про руйнівну «культурну революцію» в СРСР, проблеми відродженого сакрального мистецтва, про рятівників пам'яток минулого, серед яких -
- Барановський Петро Дмитрович
- Ямщиков Савва Васильович
- Возницький Борис Григорович та ін.

## Після розпаду СРСР
Після розпаду СРСР журнал позбавили цензурних обмежень і видання зосередилось на проблемах реалистичного мистецтва російської школи мистецтва та суб'єктів Російської Федерації, що входять до її сучасного складу. Тепер висвітлюються й проблеми образотворчого мистецтва й буржуазної доби, оскільки капіталістичною стала і сама Росія.
Через суттєве збідніння широких верств населення до видання знизилась зацікавленість. В роки фінансової кризи видання вимушено скоротило наклад, який невпинно падав з 1977 року — * 1977 р. — 50.000 примірників
- 1991 р. — 19.700
- 2005 р.- 3.000.

Виданню в добу розповсюдження інтернету вдалося створити власний сайт та створити архів давніх чисел та електронні сторінки часопису.